# 華蔵台遺跡
座標: 北緯35度32分49.5秒 東経139度33分32.5秒 / 北緯35.547083度 東経139.559028度
華蔵台遺跡（けしょうだいいせき）は、神奈川県横浜市都筑区荏田南五丁目10（かつては緑区）に所在した縄文時代後期（4400年前 - 3200年前）から晩期（3200年前-2300年前）中頃にかけての環状集落の遺跡である。港北ニュータウン遺跡群内の縄文時代集落として最終段階まで存続した遺跡である。

## 概要
鶴見川・早渕川に挟まれた丘陵地帯の中にある標高45メートル程の台地上に所在する。この地域は、港北ニュータウン遺跡群内でも縄文時代後期の遺跡が密集する地域であり（荏田1遺跡・荏田2遺跡・華蔵台南遺跡・牛ヶ谷遺跡・小丸遺跡・三の丸遺跡など）、これら縄文後期の集落群は「荏田遺跡群」と総称されている。
1965年（昭和40年）から始められた港北ニュータウン開発に伴う埋蔵文化財調査に伴い、1973年（昭和48年）～1975年（昭和50年）・1978年（昭和53年）～1979年（昭和54年）の2期にわたり発掘調査された。その結果、縄文後・晩期の環状集落として竪穴建物49軒・掘立柱建物12棟のほか、墓や貯蔵穴の土坑115基などが検出された。また古墳時代後期～奈良時代ごろの竪穴建物2軒と掘立柱建物3棟も検出された。

### 核家屋
港北ニュータウン地域の縄文集落遺跡では、縄文時代後期後半期の加曽利B1式期に入ると、集落の所在する台地の付け根付近を中心に、他に比べて大型の建物が建築されるようになる。この建物は、内部におびただしい数のピットが重複して形成されていることから、長期にわたり同一地点で建て直しを繰り返して存続していたことが解っている。この種の建物の前面には墓域が広がることから、考古学研究者の石井寛により「核家屋（かくかおく）」という概念が提唱され、集落内で墓前祭祀などを司った特殊な存在=村の長（オサ）、あるいは司祭的な地位にある人物の住居であった可能性が指摘されている。華蔵台遺跡の核家屋（16号建物）は、台地の付け根に立地し、10回以上の立て直しが行われていたことが解っている。なおこのような核家屋は、都筑区内の同時期の集落である三の丸遺跡（さんのまるいせき）や小丸遺跡（こまるいせき）・神隠丸山遺跡（かみかくしまるやまいせき）などでも見つかっている。

### 横浜市域最終末期の縄文集落
華蔵台遺跡が出現する前の、縄文時代中期は温暖な気候が続いた時期であり、当時代の港北ニュータウン地域には三の丸遺跡や神隠丸山遺跡などの大規模な環状集落が多数形成されていたが、後期（4000年前）に入ると寒冷な時代が訪れたらしく、遺跡数が減少し始める。そのような変動の中でほぼ唯一存続し続けたのが華蔵台遺跡であったが、晩期中頃（約2700年前）までには終焉を迎えた。華蔵台遺跡の第10号竪穴建物は、現在確認される縄文時代建物の遺構としては横浜市内最後のものとされている。